# Spirama bilobata
Spirama bilobata là một loài bướm đêm trong họ Erebidae.